# Чемпионат мира по самбо 2012
Чемпионат мира по самбо 2012 года (36-й по счёту) прошёл в Минске 8-12 ноября в местном Дворце спорта. В соревнованиях участвовали представители 45 стран. Главным судьёй соревнований был Евгений Селиванов.

## Медалисты

### Мужчины
| Весовая категория | Золото                      | Серебро                          | Бронза                                                      |
| ----------------- | --------------------------- | -------------------------------- | ----------------------------------------------------------- |
| до 52 кг          | Игорь Беглеров · Россия     | Андрей Курлыпо · Беларусь        | Тигран Киракосян · Армения Берая Нукри · Грузия             |
| до 57 кг          | Ислам Гасымов · Азербайджан | Акмалиддин Каримов · Таджикистан | Саян Хертек · Россия Ерболат Байбатыров · Казахстан         |
| до 62 кг          | Илья Хлыбов · Россия        | Октавиан Наку · Молдова          | Багдат Жарылгасов · Казахстан Нозимдин Охиров · Таджикистан |
| до 68 кг          | Денис Давыдов · Россия      | Дмитрий Базылев · Беларусь       | Мартин Иванов · Болгария Азамат Муканов · Казахстан         |
| до 74 кг          | Уали Куржев · Россия        | Асылбек Алкей · Казахстан        | Дмитрий Бабийчук · Украина Виссарион Берулава · Грузия      |
| до 82 кг          | Алексей Харитонов · Россия  | Виктор Савинов · Украина         | Радвилас Матукас · Литва Нико Куция · Грузия                |
| до 90 кг          | Георгий Баиндуров · Грузия  | Эдуард Кургинян · Россия         | Эркин Дониёров · Узбекистан Андрей Казусёнок · Беларусь     |
| до 100 кг         | Альсим Черноскулов · Россия | Леван Жоржолиани · Грузия        | Ярослав Рытко · Украина Евгений Сёмочкин · Беларусь         |
| свыше 100 кг      | Юрий Рыбак · Беларусь       | Вассилеос Илиадис · Греция       | Мэтью Клэмпнер · Великобритания Иван Илиев · Болгария       |

### Женщины
| Весовая категория | Золото                                | Серебро                           | Бронза                                                       |
| ----------------- | ------------------------------------- | --------------------------------- | ------------------------------------------------------------ |
| до 48 кг          | Елена Бондарева · Россия              | Ольга Лешанка · Беларусь          | Кенжезару Кашкынова · Казахстан Мария Гедез · Венесуэла      |
| до 52 кг          | Гульбадам Бабамуратова · Туркменистан | Сусанна Мирзоян · Россия          | Солонгогерел Сампил · Монголия Марина Жарская · Беларусь     |
| до 56 кг          | Доржсурэнгийн Сумъяа · Монголия       | Калина Стефанова · Болгария       | Анастасия Валова · Россия Лаура Форньер · Франция            |
| до 60 кг          | Яна Костенко · Россия                 | Баттогос Тумен Од · Монголия      | Катерина Прокопенко · Беларусь Надя Герасименко · Украина    |
| до 64 кг          | Ваня Иванова · Болгария               | Гульнар Хайытбаева · Туркменистан | Алёна Сайко · Украина Анжела Паим-Красковская · Беларусь     |
| до 68 кг          | Марина Кормильцева · Россия           | Ольга Намазова · Беларусь         | Дилбар Умаралиева · Казахстан Насиба Сукриева · Туркменистан |
| до 72 кг          | Светлана Галянт · Россия              | Калжан Тайжанова · Казахстан      | Мария Кузнецова · Беларусь Тереза Джурова · Болгария         |
| до 80 кг          | Марина Прищепа · Украина              | Миранда Гиамбелли · Италия        | Ирина Леонидзе · Грузия Елена Хакимова · Россия              |
| свыше 80 кг       | Анна Балашова · Россия                | Светлана Ярёмка · Украина         | Юлия Борисик · Беларусь Карина Бикюте · Литва                |

### Боевое самбо
| Весовая категория | Золото                        | Серебро                         | Бронза                                                         |
| ----------------- | ----------------------------- | ------------------------------- | -------------------------------------------------------------- |
| до 52 кг          | Алмас Сулейменов · Казахстан  | Айниддин Курбонов · Таджикистан | Мхитар Мхитарян · Армения Толмаз Токлиев · Узбекистан          |
| до 57 кг          | Али Багаутинов · Россия       | Сергей Глущенко · Украина       | Ассет Сагиндиков · Казахстан Фаркод Бобоев · Узбекистан        |
| до 62 кг          | Сергей Гречихо · Литва        | Имран Джавадов · Азербайджан    | Медет Сагындыков · Казахстан Эжер Енчинов · Россия             |
| до 68 кг          | Руслан Гасанханов · Россия    | Вачик Варданян · Армения        | Андрей Деменчук · Беларусь Тимур Султанов · Узбекистан         |
| до 74 кг          | Александр Панов · Россия      | Эдуард Муравитский · Беларусь   | Рустем Сейдалиев · Украина Виктор Томасевич · Литва            |
| до 82 кг          | Алексей Иванов · Россия       | Борис Величков · Болгария       | Курманбек Адил Уулу · Кыргызстан Александр Фёдоров · Эстония   |
| до 90 кг          | Вячеслав Василевский · Россия | Умед Хасанбеков · Таджикистан   | Александр Воронович · Беларусь Канатбек Абдуллаев · Кыргызстан |
| до 100 кг         | Станислав Колбасов · Беларусь | Генко Иванов · Болгария         | Игорь Задерновский · Украина Михаил Мохнаткин · Россия         |
| свыше 100 кг      | Кирилл Сидельников · Россия   | Руслан Аушев · Казахстан        | Мартин Маринков · Болгария Евгений Тятюшкин · Беларусь         |

## Командное первенство

### Мужчины
1. Россия;
2. Беларусь;
3. Грузия.

### Женщины
1. Россия;
2. Беларусь;
3. Украина.

### Боевое самбо
1. Россия;
2. Беларусь;
3. Казахстан.